# Université d'Addis-Abeba
L'université d'Addis Abeba (amharique : አዲስ አበባ ዩኒቨርሲቲ) est une université située à Addis-Abeba, en Éthiopie, fondée en 1950 par Haïlé Sélassié Ier. Disposant durant les premières décennies après sa création de six campus dans la capitale et un à Debre Zeit, elle en compte quinze en 2015. L'accès se fait par sélection du gouvernement après l'obtention du diplôme de fin d'études secondaires.
Différentes institutions sont associées à l'établissement dont l'Institut des études éthiopiennes, créé par Richard Pankhurst.
Le campus principal de l'université est situé sur Algeria Street (anciennement avenue Entoto), à « Siddist Kilo » au nord de la place du 12 Yekatit. Elle compte plus de 25 facultés.

## Histoire

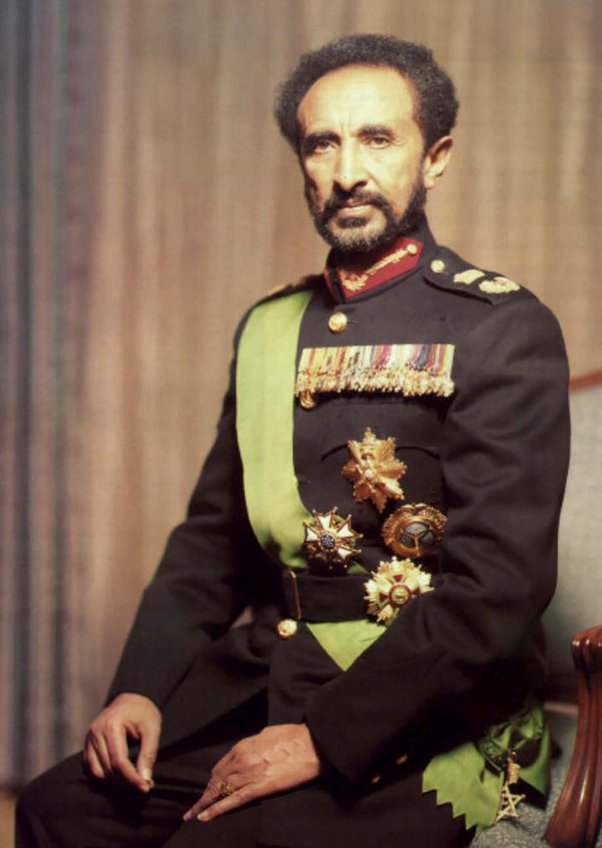
L'Empereur Haïlé Sélassié qui fit don du palais Guenete Leul à l'université.

Le 20 mars 1950, l'empereur Haïlé Sélassié Ier proclame la fondation de l’University College of Addis Abeba, implantée sur le domaine du palais impérial de Le'ul Guenet, au cœur de la ville. La création de l'établissement fut confiée à un jésuite canadien, Lucien Matte qui assura la présidence de 1952 à 1962. L'année suivante, les activités débutèrent et l'université ne disposait alors que d'un cursus de deux ans. Durant les deux années suivantes, une affiliation avec l'université de Londres se développa. En 1962, l'université fut renommée « Université Haile-Selassie I ».
En 1975, à la suite de la déposition de l'empereur et de la prise du pouvoir par le Derg, l'université changea à nouveau de nom et devint l'université d'Addis-Abeba, nom qu'elle a conservé jusqu'à aujourd'hui. Le 4 mars 1975, le Derg ferma temporairement l'université et envoya 50 000 étudiants dans les zones rurales afin d'y construire un appui populaire au nouveau pouvoir. Les cursus se développèrent et, en 1979, le master fut introduit. Enfin, en 1987, le doctorat fit son apparition dans les formations proposées.

## Structure

### Départements
- Sciences sociales : College of Social Sciences
- Lettres, linguistique et journalisme : College of Humanities, Language Studies, Journalism and communication
- Développement : College of Development Studies
- Économie et finance : College of Business and Economics
- Droit : College of Law and Governance Studies
- Sciences de l'éducation : College of Education and Behavioural Studies
- Sciences : College of Natural and Computational Sciences
- Beaux-arts : Skunder Boghossian College of Performing and Visual Arts
- Médecine vétérinaire et agriculture : College of Veterinary Medicine and Agriculture
- Médecine : College of Health Sciences

### Instituts d'enseignement et de recherche
- Langues et cultures éthiopiennes : Academy of Ethiopian Languages and Cultures
- Ingénierie : Addis Ababa Institute of Technology
- Institut vétérinaire : Aklilu Lemma Institute of Pathobiology
- Architecture et urbanisme : Ethiopian Institute of Architecture, Building Construction and City Development
- Hydrologie : Ethiopian Institute of Water Resources
- Agronomie : Institute of Biotechnology
- Éducation : Institute of Educational Research
- Institut des études éthiopiennes : Institute of Ethiopian Studies
- Géophysique, astronomie : Institute of Geophysics, Space Science and Astronomy
- Géopolitique : Institute of Peace and Security Studies
- Centre de recherche régional sur la Corne de l'Afrique : Horn of Africa Regional Center and Environment Network

### Écoles supérieures
- Alle School of Fine Arts and Design
- School of Allied Health Sciences
- School of Commerce
- School of Earth and Planetary Sciences
- School of Information Science
- School of Journalism and Communications
- School of Medicine
- School of Pharmacy
- School of Public Health
- School of Social Work
- Yared School of Music
- Yoftahe Nigussie School of Theatrical Arts

### Bibliothèque et musée

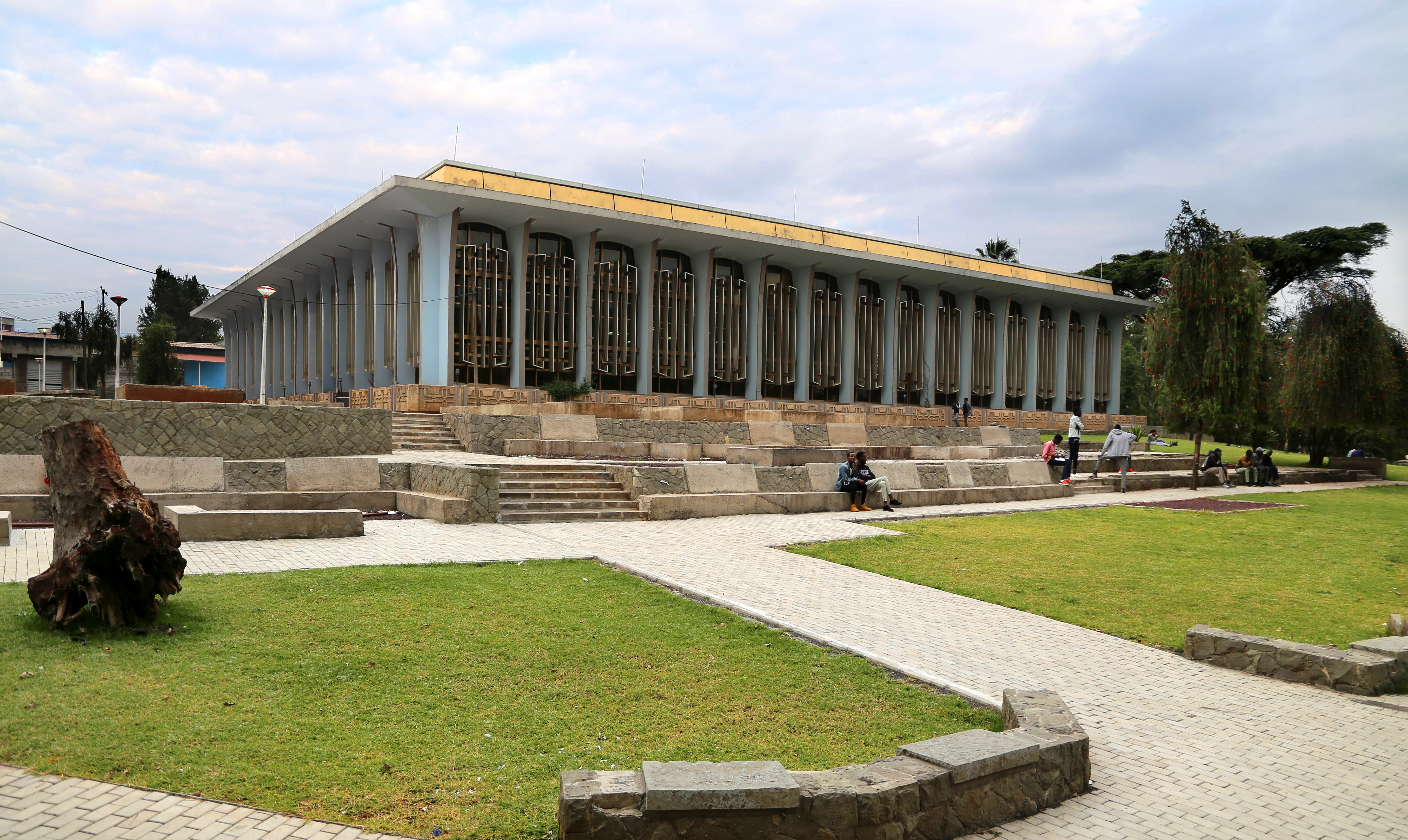
Bibliothèque John F. Kennedy.

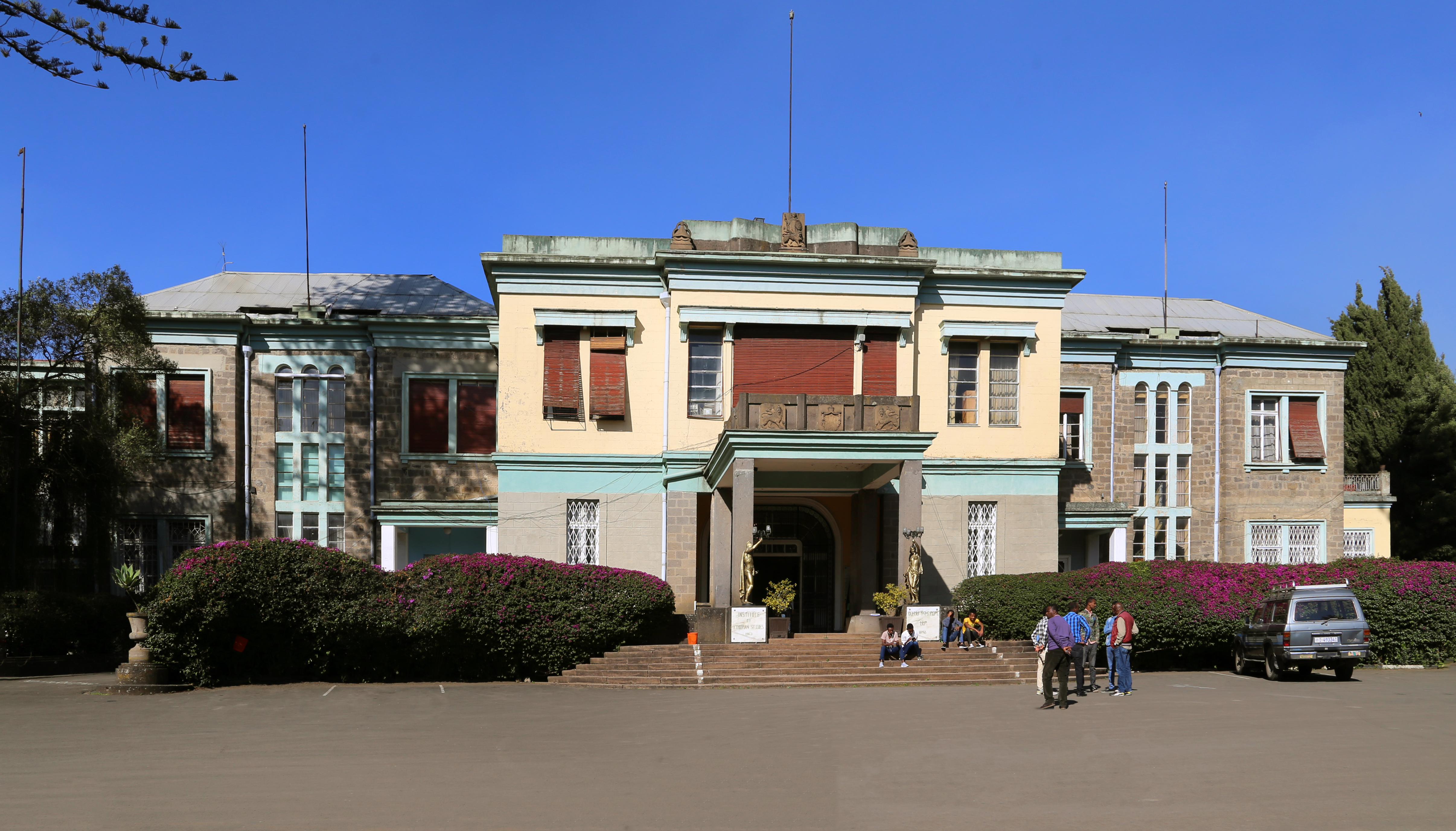
L'ancien palais impérial aujourd'hui musée ethnographique.

L'université dispose d'une bibliothèque implantée sur le campus de Siddist Kilo, dans l'enceinte du palais Le'ul Guenet, qui a ouvert en août 1969. La John F. Kennedy Memorial Library a été inaugurée le 23 juillet 1970 par l'empereur Haïlé Sélassié Ier, en l'honneur du président américain John Fitzgerald Kennedy, que l'empereur avait rencontré à Washington en 1963. La mère du défunt président, Rose Kennedy, avait été invitée pour l'occasion dans la capitale éthiopienne. 
Le fonds de la bibliothèque compte un demi-million de documents dans les domaines des humanités et des sciences sociales.
Un musée d'art moderne, le Gebre Kristos Desta Center, du nom d'un peintre éthiopien du XXe siècle, Gebre Kristos Desta, mort en 1981, est situé dans les locaux de la Faculté de Commerce. Il est dirigé par la photographe Aida Muluneh.

## Personnalités liées à l'université

### Étudiants
- Legesse Wolde-Yohannes (°1936-),  scientifique éthiopien, docteur en horticulture.
- Rupiah Banda (°1937-),  Président de la République de Zambie entre 2008 et 2011.
- Tewolde Berhan Gebre Egziabher (°1940-), chercheur éthiopien spécialiste de la biodiversité.
- Sebsebe Demissew (°1953-), botaniste éthiopien.
- Berhane Asfaw (°1954-),  paléoanthropologue éthiopien.
- Meles Zenawi(°1955-2012), Premier ministre éthiopien de 1995 à 2012 (a interrompu ses études pour rejoindre la guérilla).
- Sinknesh Ejigu (°1956-)  femme politique, chimiste et femme d'affaires éthiopienne
- Segenet Kelemu (°1957-), pathologiste végétale éthiopienne.
- Yohannes Haile-Selassie (°1961-), paléoanthropologue éthiopien.
- Sophia Yilma (° 1942-), femme politique éthiopienne.
- Zeresenay Alemseged (°1969-),  paléoanthropologue éthiopien.
- Birtukan Mideksa (°1975-),  femme politique éthiopienne et juriste.
- Abiy Ahmed Ali (°1976-), Premier ministre éthiopien depuis le 2 avril 2018.
- Lia Tadesse (°1976-), femme médeçin et ministre de la santé.
- Betelhem Dessie (°1999-), informaticienne et entrepreneuse